# Tore Strömberg
Tore Strömberg, född den 30 april 1912 i Malmö, död den 8 november 1993 i Lund, var en svensk rättslärd. Han var dotterson till Peter Rydholm, son till Edvard Strömberg och svärfar till Fredrik Sidenvall.
Strömberg avlade filosofie kandidatexamen vid Göteborgs högskola 1933, juris  kandidatexamen vid Lunds universitet 1937 och juris licentiatexamen 1948. Han promoverades till juris doktor och blev docent i straffrätt i Lund 1949. Strömberg genomförde tingstjänstgöring 1938–1941, var tillförordnad professor i straffrätt och juridisk encyklopedi vid Lunds universitet 1949–1953 och 1955-1957, preceptor i straffrätt vid Stockholms högskola 1958–1961 och  professor i allmän rättslära i Lund 1961–1977. Han invaldes som ledamot av Humanistiska Vetenskapssamfundet i Lund 1963. Strömberg vilar på Östra kyrkogården i Lund.